# Jacques et Françoise
Pour plus de détails, voir Fiche technique et Distribution.
Jacques et Françoise est un film franco-suisse réalisé par Francis Reusser et sorti en 1991.

## Fiche technique
- Titre : Jacques et Françoise
- Réalisation : Francis Reusser
- Scénario : Louis Crelier et Francis Reusser, d'après l'œuvre musicale Pauvre Jacques de Carlo Boller[1], sur un livret de Fernand Ruffieux[2].
- Photographie : Joël David
- Décors : Ivan Niclass
- Son : Marc-Antoine Beldent
- Montage : Sophie Cornu
- Musique : Carlo Boller
- Arrangements et production de la musique : Louis Crelier
- Sociétés de production : Les Films du phare - Les Productions JMH
- Pays d'origine :  France -  Suisse
- Durée : 80 minutes
- Dates de sortie :
  - Suisse : 31 mai 1991

## Distribution
- Geneviève Pasquier : Françoise
- François Florey : Jacques
- Roland Amstutz : Magnin
- Michel Voïta : Ramel fils
- Sarah Chaumette : Elisabeth
- Armen Godel : Python
- Carlo Gigliotti : Castella
- Julie Chenevière : Chamisso